# Tierra del Sol (California)
Tierra del Sol es un área no incorporada ubicada en el condado de San Diego en el estado estadounidense de California. La localidad se encuentra ubicada al sur de la Ruta Estatal de California 94 y al oeste de la Interestatal 8 en Boulevard y al norte de la frontera entre Estados Unidos y México.